# Боуринг, Ева
Е́ва Ке́лли Бо́уринг (англ. Eva Kelly Bowring; 9 января 1892, Невада, Вернон Миссури, США — 8 января 1985, Гордон, Шеридан, Небраска, США) — американский политик, сенатор США от Небраски с 16 апреля по 7 ноября 1954 года.

## Биография
В 1928 году вышла замуж за Артура Боуринга, переехав к нему домой на Боуринг-ранчо в округе Черри в штате Небраска. Со своим будущим мужем Ева познакомилась случайно, когда он помог ей после того как её машина сломалась поблизости от Боуринг-ранчо. Артур и Ева прожили вместе 16 лет. В 1944 году супруг скончался в больнице города Шадрон, после перенесённого сердечного приступа.
Супруги Боуринг были активны в Республиканской партии штата Небраска. Артур служил окружным уполномоченным, участвуя в управлении округом. В 1927—1929 годах он был членом Палате представителей штата Небраска от республиканцев, а в 1930—1933 годах был членом Сената штата.
После смерти мужа Ева продолжала заниматься ранчо самостоятельно, не забывая о политике. В 1954 году она была назначена в Сенат США губернатором Робертом Б. Кросби, чтобы занять вакантное место, оставшееся после смерти Дуайта Гризуолда. Ева Боуринг стала первой женщиной, представляющей Небраску в Сенате. Её служба в Сенате продолжалась с 16 апреля по 7 ноября 1954 года. Кстати, пятнадцатый сенатский срок в Небраске, который длился с 3 января 1949 до 3 января 1955 года, был необычным в том, что за это время сменилось шесть сенаторов. Боуринг была четвёртым из них.
После службы в Сенате Ева Боуринг вернулась на ранчо. С 1956 по 1964 год она одновременно работала неполный рабочий день в Совете по условно-досрочному освобождению Министерства юстиции США. Боуринг умерла в 1985 году, всего за один день до своего 93-го дня рождения. Беспокоясь о судьбе ранчо, бывший сенатор завещала Боуринг-ранчо площадью 132 гектара штату Небраска в память о своём муже. Комиссия Небраски по играм и паркам превратило его в исторический парк (англ. Bowring Ranch State Historical Park). Ранчо по-прежнему эксплуатируется как работающее скотоводческое хозяйство, в котором разводят коров герефордской породы. Дом ранчо и надворные постройки были сохранены, также там находится большой центр для посетителей, где можно ознакомиться с документами о жизни Боурингов.